# Borneomma
Genre
Borneomma est un genre d'araignées aranéomorphes de la famille des Tetrablemmidae.

## Distribution
Les espèces de ce genre sont endémiques de Bornéo.

## Liste des espèces
Selon World Spider Catalog (version 14.5, 2014) :
- Borneomma roberti Deeleman-Reinhold, 1980
- Borneomma yuata Lehtinen, 1981

## Publication originale
- Deeleman-Reinhold, 1980 : Contribution to the knowledge of the southeast Asian spiders of the families Pacullidae and Tetrablemmidae. Zoologische Mededelingen, vol. 56, p. 65-82 (texte intégral).